# FLTSATCOM

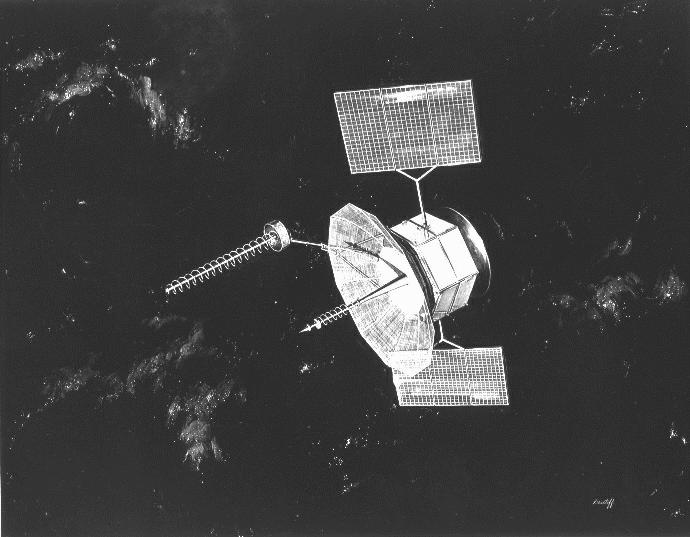
FLTSATCOM Satellit

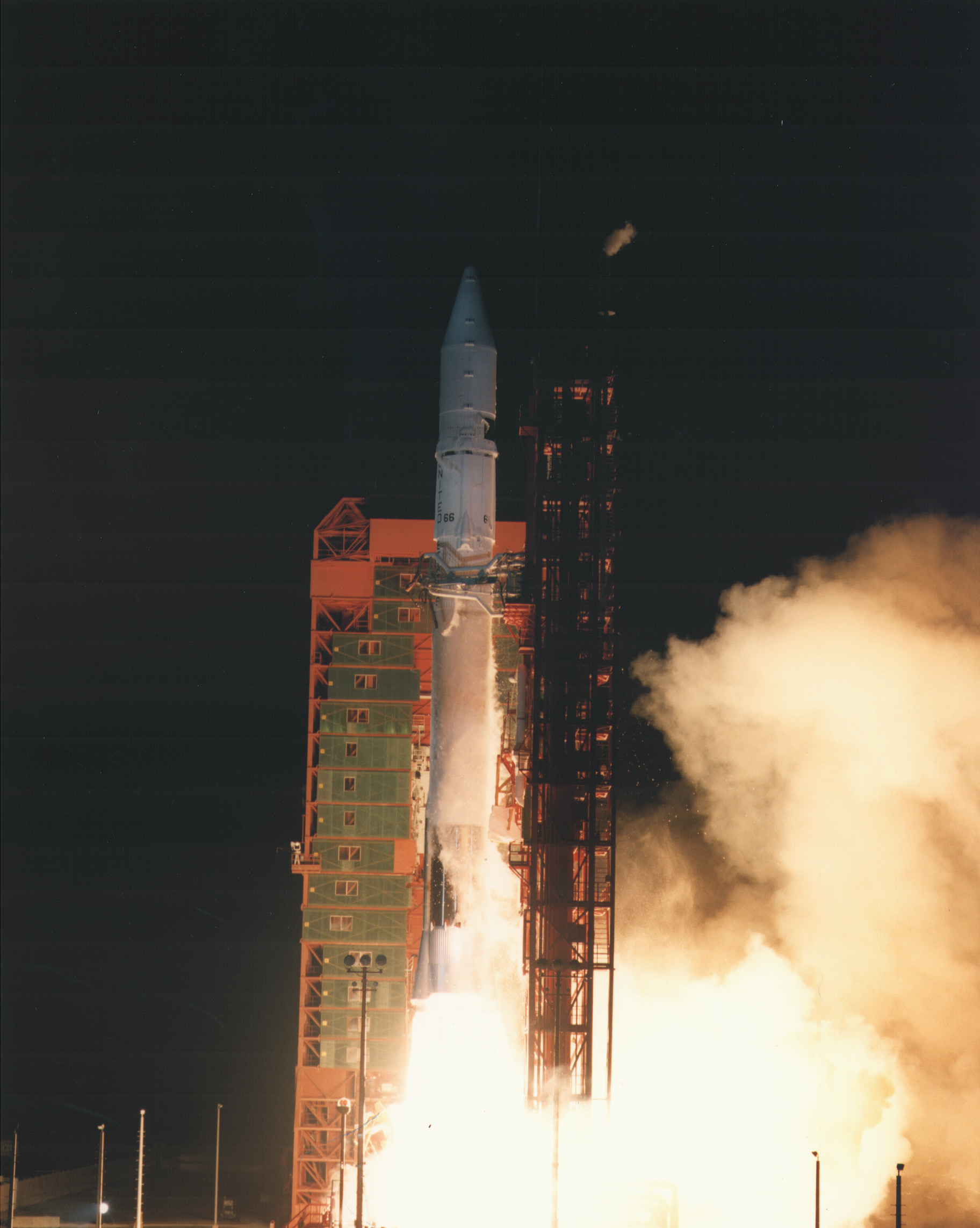
Start von FLTSATCOM-7 auf einer Atlas-G Centaur-Rakete

FLTSATCOM (auch FLTSAT) war ein Satellitenkommunikationssystem der US Navy, das für UHF-Funkverbindungen zwischen Schiffen, U-Booten, Flugzeugen und Bodenstationen der amerikanischen Marine genutzt wurde.
Insgesamt acht Satelliten (davon sechs erfolgreich) wurden in den Jahren von 1978 bis 1989 von Atlas Centaur-Raketen in den geostationären Orbit gestartet. Das System wurde 1981 einsatzbereit. Die Satelliten wurden von TRW hergestellt. Die Masse betrug bei den ersten sechs Satelliten 1884 kg, bei den restlichen drei 2310 kg. Über die Solarzellen hatten die Satelliten eine Spannweite von 13,2 m. Besonderes Merkmal war ein entfaltbarer Antennenreflektor von 4,9 m Durchmesser.
Die Satelliten hatten 12 Transponder, die im UHF-Frequenzbereich um 300 Megahertz arbeiteten. Zusätzlich hatten FLTSATCOM 6 und 7 auch einen experimentellen Transponder im EHF-Frequenzbereich, um Technologien für die späteren Milstar-Satelliten zu erproben.
Die meisten der Transponder waren einfache Repeater, die ohne Authentifizierung alle Signale zurückstrahlen. Das führte speziell in Brasilien zum Entstehen einer Subkultur von Radiopiraten, die die noch funktionierenden FLTSATCOM-Satelliten unrechtmäßig mit umgebauten Amateurfunk-Ausrüstungen zu eigenen Zwecken nutzen.
Seit den späten 1990er Jahren wurden die FLTSATCOM-Satelliten nach und nach durch die UFO-Satelliten abgelöst.

## Starts
| Satellit    | Startdatum         | Rakete                   | Bemerkung                            |
| ----------- | ------------------ | ------------------------ | ------------------------------------ |
| FLTSATCOM 1 | 9. Februar 1978    | Atlas-SLV3D Centaur-D1AR | Erfolg                               |
| FLTSATCOM 2 | 4. Mai 1979        | Atlas-SLV3D Centaur-D1AR | Erfolg                               |
| FLTSATCOM 3 | 18. Januar 1980    | Atlas-SLV3D Centaur-D1AR | Erfolg                               |
| FLTSATCOM 4 | 31. Oktober 1980   | Atlas-SLV3D Centaur-D1AR | Erfolg                               |
| FLTSATCOM 5 | 6. August 1981     | Atlas-SLV3D Centaur-D1AR | Satellit beim Start beschädigt       |
| FLTSATCOM 7 | 5. Dezember 1986   | Atlas-G Centaur-D1AR     | Erfolg                               |
| FLTSATCOM 6 | 27. März 1987      | Atlas-G Centaur-D1AR     | Rakete durch Blitzeinschlag zerstört |
| FLTSATCOM 8 | 25. September 1989 | Atlas-G Centaur-D1AR     | Erfolg                               |